# Neurohämalorgan
Ein Neurohämalorgan ist ein abgrenzbarer Gewebsbereich, in das sekretorisch aktive Nervenzellen (neurosekretorische Neurone) über ihre Axone ihren Botenstoff (Hormon) transportieren (axonaler Transport). Hier wird es gespeichert und im Bedarfsfall an das Blut (altgriechisch haima ‚Blut‘) beziehungsweise die Hämolymphe abgegeben.
Bei höheren Tieren ist die Neurohypophyse ein Beispiel für ein Neurohämalorgan, ebenso wie die Eminentia mediana. Bei Insekten gehören die Corpora cardiaca und die Corpora allata zu diesem Organtyp.